# Alsómocsolád
Alsómocsolád è un comune dell'Ungheria di 346 abitanti (dati 2008) situato nella contea di Baranya, nella regione Transdanubio Meridionale.

## Storia
Reperti dell'età del bronzo e dell'Impero romano sono stati trovati nel territorio comunale. La prima menzione in un documento ufficiale risale al 1294 col nome Mocsolay in territori di proprietà del monastero di Veszprém.

## Monumenti e luoghi d'interesse
- Chiesa di Sant'Andrea: chiesa cattolica costruita nel 1826 nel centro del paese.
- Castello Sztankovánszky: in origine di proprietà privata,  è stato utilizzato come scuola durante il comunismo. Restituito ai legittimi discendenti, è oggi un ostello.